# Błękitny pokój (film)
Błękitny pokój – polski film krótkometrażowy z 1965 roku. Pierwowzorem scenariusza było opowiadanie Prospera Mériméego pod tym samym tytułem.

## Fabuła
W prowincjonalnym hotelu para zakochanych szuka spokoju, schronienia dla swej miłości i ucieczki od wielkiego miasta. Zostaje jednak zakłócony intymny nastrój spotkania i kochankowie rozstają się.